# Venus Victrix (Canova)

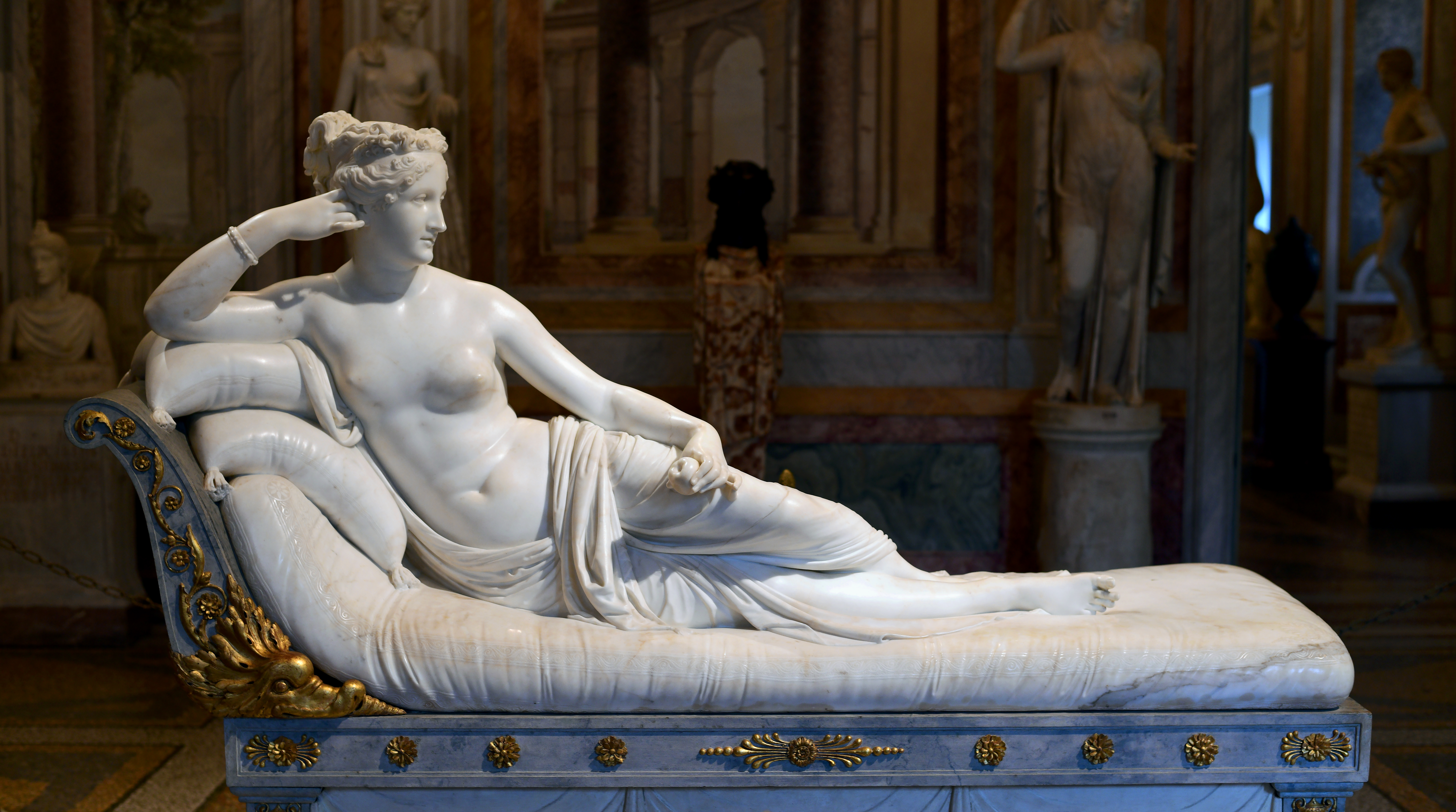
Pauline Bonaparte som Venus Victrix.

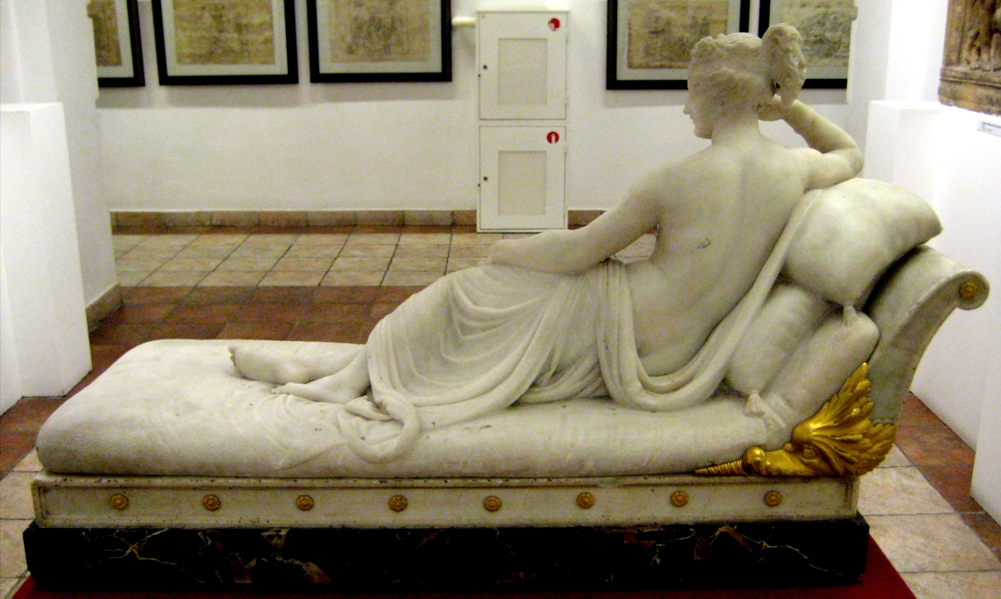
Venus Victrix.

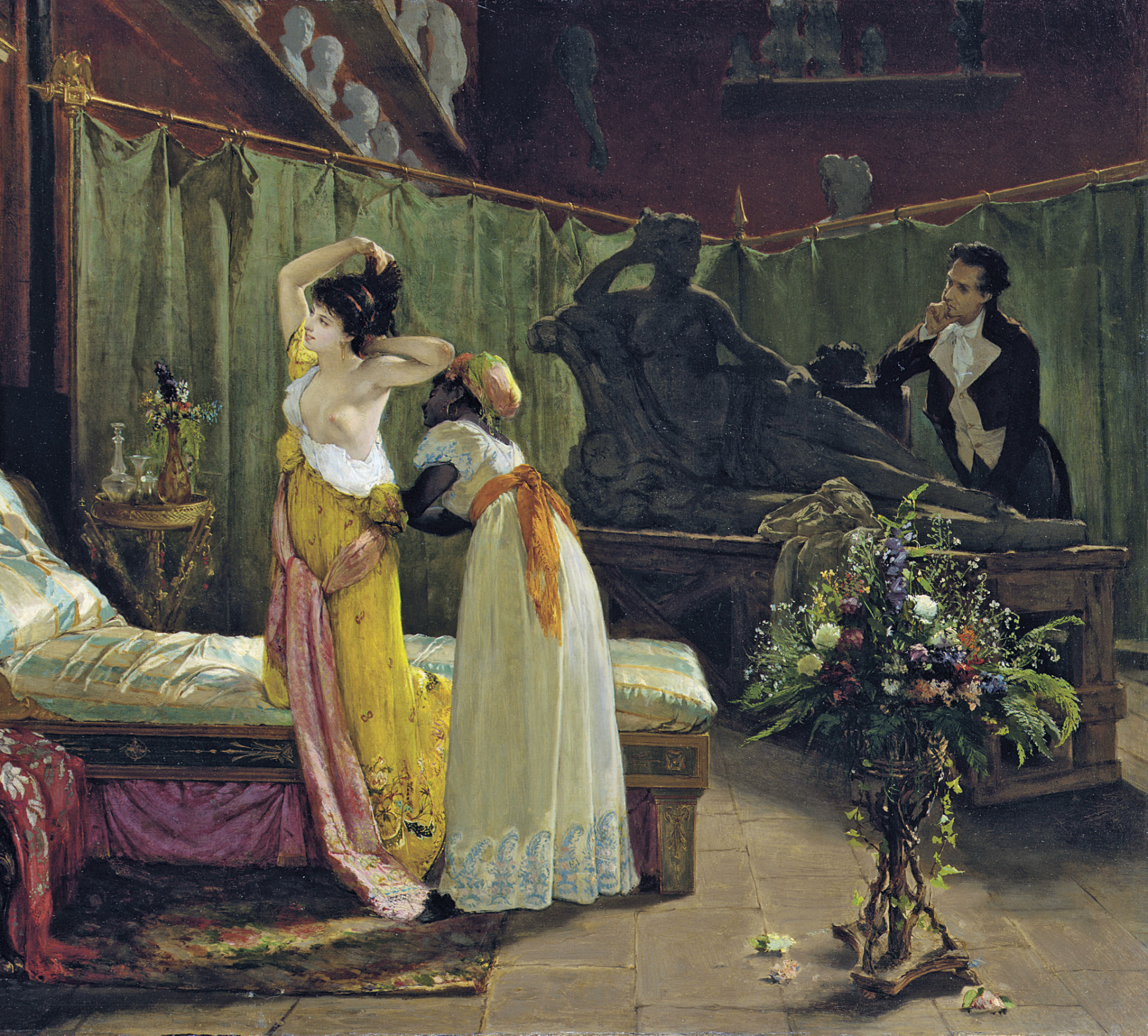
Pauline i Canovas ateljé på målning från mitten av 1800-talet.

Venus Victrix (den segrande Venus) är en skulptur i naturlig storlek av Napoleons syster Pauline som gudinnan Venus, utförd av den italienske skulptören Antonio Canova. Han återupptog här den antika romerska traditionen att porträttera dödliga personer som gudar. Porträttet beställdes av Pauline Bonapartes man Camillo Borghese och utfördes i Rom mellan 1805 och 1808, efter att Pauline blivit ingift i familjen Borghese. 
Canova gjorde även ett motsvarande porträtt 1806 av Napoleon som den nakne guden Mars. Porträtt av nakna makthavare var inte ovanligt under antiken, men mer ovanligt i senare tid. Porträtten kan ses som en form av apoteos, de görs till gudar, medan de ännu lever.
Det har diskuterats om Pauline verkligen var modellen. Ansiktet är visserligen idealiserat, men porträttlikt, medan kroppen har uppfattats vara en rent neoklassicistisk idealiserad form. En berättelse återger att när Pauline fick frågan hur hon kunde posera så avklädd för skulptören ska hon direkt ha svarat: det fanns en kamin i ateljén, som höll henne varm. Men detta kan vara anekdotiskt för att avsiktligt få uppmärksamhet för skulpturen.
Canova blev först ombedd att avbilda Pauline som jaktgudinnan Diana, men Pauline insisterade på Venus. Hon hade ett rykte för sin promiskuitet och uppskattade troligen en kontrovers kring att ha avbildats lättklädd. Familjen Borghese hade dessutom av tradition gjort anspråk på en mytisk härstamning, de ansåg sig härstamma från Venus, genom hennes son Aeneas, Roms grundare.